# Палачи из Шаолиня
«Палачи из Шаолиня» (кит. 洪熙官, англ. Executioners from Shaolin, букв. Хун Сигуань) — фильм с боевыми искусствами режиссёра Лю Цзяляна, вышедший в 1977 году.

## Сюжет
Мастер стиля Кулак Тигра, Хун Сигуань, и другие восставшие против династии Цин сбегают из монастыря Шаолинь в Фуцзяне, подожжённого маньчжурским губернатором Гао Цзиньчжуном и одним из шаолиньских старейшин, Бай Мэем. В то время как Тун Цяньцзинь прикрывает, Сигуань и другие повстанцы скрываются в китайской оперной трупе, путешествующей по водным путям Китая. Незадолго до этого повстанцы вынуждены были оставить своё судно и разбежаться в результате растущей угрозы со стороны маньчжурских властей; Сигуань женится на Фан Юнчунь, уличной артистке, знающей стиль Кулак Журавля. Пара залегает на дно, чтобы вырастить сына по имени Вэньдин. Обеспокоенный смертью Чжи Шаня, Сигуань оттачивает своё мастерство, чтобы сразиться на дуэли с Бай Мэем. Несмотря на две попытки и длительные тренировки с железным манекеном, имитирующим внутренний поток энергии ци, Сигуань не может победить Бай Мэя. Это остаётся Вэньдину, который объединяет знания из повреждённого руководства отца по Кулаку Тигра со знаниями матери по Кулаку Журавля, чтобы создать новый стиль, который в сочетании с изучением цигуна позволяет найти слабое место Бай Мэя, которое монах способен перемещать в любое место своего тела при желании.

## В ролях
| Актёр         | Роль                                |
| ------------- | ----------------------------------- |
| Чэнь Гуаньтай | Хун Сигуань                         |
| Ло Ле         | Бай Мэй                             |
| Лили Ли       | Фан Юнчунь                          |
| Гордон Лю     | Тун Цяньцзинь                       |
| Вон Ю         | Хун Вэньдин                         |
| Тхинь Чхин    | князь                               |
| Цзян Дао      | Гао Цзиньчжун                       |
| Сам Лоу       | дядя Фан                            |
| Лэй Хойсан    | наставник Чжи Шань                  |
| Чен Хонъип    | Сяо Ху                              |
| Дэйв Вон      | Хун Вэньдин (в возрасте десяти лет) |

## Съёмочная группа
- Компания: Shaw Brothers
- Продюсер: Шао Жэньмэй[кит.]
- Режиссёр: Лю Цзялян[кит.]
- Сценарист: Ни Куан[кит.]
- Ассистент режиссёра: Вон Паткин, Тхон Юнь
- Постановка боевых сцен: Лю Цзялян
- Художник: Джонсон Цао
- Монтажёр: Цзян Синлун
- Грим: У Сюйцин
- Дизайнер по костюмам: Лю Цзию
- Оператор: Ло Ваньсин
- Композитор: Фрэнки Чань[кит.]